# Dizzee Rascal
Dylan Kwabena Mills (Londres, 18 de setembro de 1984), mais conhecido pelo nome artisitico Dizzee Rascal, é um rapper, compositor e produtor musical britânico descendente de nigerianos e ganeses.
Sua música é uma mistura de UK garage, rap, grime, ragga e música eletrônica, com muito ecletismo demonstra familiaridade com os estilos mais exóticos. Mais conhecido por seus hits número-um "Dance Wiv Me", "Bonkers" e "Holiday", seu álbum de estreia, Boy in da Corner, ganhou o Mercury Prize de melhor álbum em 2003, sendo o primeiro álbum do gênero a receber tal prêmio.

## Discografia

### Álbuns de estúdio
- 2003: Boy in da Corner
- 2004: Showtime
- 2007: Maths + English
- 2009: Tongue N' Cheek

## Prêmios e indicações
- Antville Music Video Awards
  - 2007, Best Narrative Video for "Sirens" (venceu)
  - 2013, Best Commissioning Artist (indicado)
- BT Digital Music Awards
  - 2003, Best Use of Mobile for Boy in da Corner (venceu)[5]
  - 2010, Best Independent Artist (venceu)[6]
  - 2010, Best Male Artist (indicado)[7]
- Berlin Music Video Awards
  - 2018, Best Narrative for "Bop N Keep It Dippin" (indicado)[8]
  - 2019, Best Narrative for "Money Right" (com Skepta) (indicado)
- Camerimage
  - 2013, Best Music Video for "Bassline Junkie" (indicado)[9]
- D&AD Awards
  - 2019, Best Production Design for "Money Right" (Wood Pencil)[10]
- Urban Music Awards
  - 2003, Best Newcomer (venceu)
  - 2009, Best Male (venceu)
- Mercury Prize
  - 2003, (venceu)
  - 2007, (indicado)
  - 2010, (indicado)
- MOBO Awards
  - 2003, Best Newcomer (indicado)
  - 2003, Best Garage Act (indicado)[11]
  - 2004, UK Act of the Year (venceu)[12]
  - 2007, Best UK Male (venceu)[13]
  - 2007, Best Hip-Hop Act (indicado)
  - 2007, Best Single for "Sirens" (indicado)
  - 2007, Best Video for "Sirens" (indicado)
  - 2008, Best UK Male (venceu)[14]
  - 2008, Best Hip-Hop Act (indicado)
  - 2008, Best Single for "Dance wiv Me" (indicado)
  - 2009, Best UK Act (indicado)[15]
  - 2009, Best Hip-Hop Act (indicado)
  - 2009, Best Video for "Bonkers" (indicado)
  - 2010, Best UK Act (indicado)[16]
  - 2010, Best Album for Tongue n' Cheek (indicado)
  - 2010, Best Video for "Dirtee Disco" (indicado)
  - 2013, Best Video for "Bassline Junkie" (indicado)[17]
- MTV Video Music Awards Japan
  - 2009, Best Dance Video for "Toe Jam" (com The BPA & David Byrne) (indicado)[18]
- Music Producers Guild Awards
  - 2010, UK Album of the Year for Tongue n' Cheek (venceu)[19]
- NME Awards
  - 2004, Innovation (venceu)
- Brit Awards
  - 2004, British Breakthrough Act (indicado)
  - 2004, British Male Solo Artist (indicado)
  - 2004, British Urban Act (indicado)
  - 2005, British Urban Act (indicado)
  - 2006, British Urban Act (indicado)
  - 2009, British Single of the Year (indicado)
  - 2010, British Album of the Year (indicado)
  - 2010, British Male Solo Artist (venceu)[20]
- BET Awards
  - 2010, Best International Act: UK (venceu)
  - 2014, Best International Act: UK (indicado)[21]
- Hungarian Music Awards
  - 2014, Rap/Hip-Hop Album of the Year for The Fifth (Won)
- Ivor Novello Awards
  - 2004, Best Contemporary Song for "Jus' a Rascal" (Nominated)[22]
  - 2009, Best Contemporary Song for "Dance wiv Me" (Nominated)[23]
  - 2010, Album Award for Tongue n' Cheek (Nominated)[24]
  - 2010, Best Contemporary Song for "Bonkers" (Nominated)
  - 2011, The Ivors Inspiration Award (Won)[25]
- PLUG Independent Music Awards[26]
  - 2005, Album of the Year for Boy in da Corner (Nominated)
  - 2005, Hip-Hop Album of the Year for Boy in da Corner (Nominated)
  - 2005, Artist of the Year (Nominated)
  - 2005, New Artist of the Year (Nominated)
  - 2005, Male Artist of the Year (Nominated)
- Popjustice £20 Music Prize
  - 2008, Best British Pop Single for "Dance wiv Me" (Nominated)
- Q Awards
  - 2004, Best Album for Showtime (Nominated)
  - 2009, Best Video for "Holiday" (Nominated)
  - 2009, Best Track for "Bonkers" (Nominated)
  - 2010, Best Male Artist (Nominated)
  - 2012, Best Solo Artist (Nominated)
- The Record of the Year
  - 2009, Record of the Year for "Bonkers" (Nominated)
- UK Music Video Awards
  - 2008, Best Dance Video for "Toe Jam" (with The BPA & David Byrne) (Nominated)
  - 2008, Best Urban Video for "Sirens" (Nominated)
  - 2009, Best Dance Video for "Bonkers" (Nominated)
  - 2010, Best Music Advertisement - Television or Online for "Tongue n' Cheek" (Won)
  - 2013, Best Art Direction & Design in a Video for "Goin' Crazy" (with Robbie Williams) (Nominated)
  - 2013, Best Pop Video – UK for "Goin' Crazy" (with Robbie Williams) (Nominated)
  - 2013, Best Pop Video – UK for "Wild" (with Jessie J & Big Sean) (Nominated)
  - 2013, Best Editing in a Video for "Wild" (with Jessie J & Big Sean) (Nominated)
  - 2013, Best Urban Video - UK for "I Don't Need a Reason" (Nominated)
  - 2013, Best Urban Video - UK for "Bassline Junkie" (Nominated)
  - 2015, Best Urban Video - UK for "Couple of Stacks" (Nominated)
  - 2015, Best Urban Video - UK for "Pagans" (Nominated)
  - 2018, Best Urban Video - UK for "Bop N Keep It Dippin" (Nominated)
  - 2018, Best Styling in a Video for "Bop N Keep It Dippin" (Nominated)
  - 2019, Best Production Design in a Video for "Money Right" (Nominated)[27]
- Webby Awards
  - 2018, Best Music Video for "Bop N Keep It Dippin" (Won)[28]
  - 2019, Best Music Video for "Money Right" (Won)[29]